# 23-F: la película
23-F es una película española de 2010 dirigida por Chema de la Peña y protagonizada por Paco Tous, basada en el intento de golpe de Estado del 23 de febrero de 1981 en España.

## Argumento
23-F es la primera película que pretende contar, en su complejidad, el golpe de Estado de 1981. Desde la toma del Congreso, usada como arranque, hasta la liberación de los diputados, se reviven las diecisiete horas y media que hicieron temblar los cimientos de una joven democracia. Por un lado, el teniente coronel de la Guardia Civil Antonio Tejero Molina y sus hombres. De otro, el Rey Juan Carlos I que, desde su despacho, intenta contener al ejército y organizar las fuerzas civiles. En medio, un complejo entramado donde el teniente general Jaime Milans del Bosch y el general Alfonso Armada mueven los hilos. Con todo un país, al fondo, que vive pendiente de la radio y la televisión. 23F es la historia de tres golpes: el de Milans, el de Armada y el de Tejero. Tres modelos que fracasan cuando, borracho de poder en el Palacio de las Cortes de Madrid, Tejero empieza a entender que lo han utilizado…

## Reparto
- Paco Tous: Antonio Tejero
- Juan Diego: Alfonso Armada
- Fernando Cayo: Rey Juan Carlos I
- Mariano Venancio: Sabino Fernández Campo
- Ginés García Millán: Adolfo Suárez
- Luis Marco: Jaime Milans del Bosch
- Luis Zahera: Jesús Muñecas Aguilar
- Luis Callejo: Santiago Vecino
- Pedro Casablanc: Eduardo Fuentes
- Joan Pera: Santiago Carrillo
- José Manuel Seda: Felipe González
- Paco Ochoa: Alfonso Guerra
- Juan Calot: Leopoldo Calvo-Sotelo
- Luis Moreno: Felipe, Príncipe de Asturias
- Olga Lozano: Reina Sofía de España
- Clara Álvarez: Infanta Cristina de Borbón y Grecia
- Cristina Álvarez: Infanta Elena de Borbón y Grecia
- Manolo Solo: Fernando Castedo
- Juanma Lara: Juan García Carrés
- Aitor Mazo: Ricardo Pardo Zancada
- Joan Massotkleiner: José Gabeiras

## Premios
- Premios Goya: Nominado a mejor actor de reparto (Juan Diego)

- Datos: Q16482096